# Emre Kılınç
Emre Kılınç, né le 23 août 1994 à Adapazarı en Turquie, est un footballeur international turc évoluant au poste d'ailier au Samsunspor.

## Biographie

### Formation et débuts au Boluspor
Kılınç est formé au Sakarya Akademikspor de 2007 à 2009, avant de rejoindre le Boluspor.
Il intègre l'effectif professionnel du Boluspor lors de la saison 2011-12. Kılınç fait ses débuts professionnels le 24 octobre 2011, en entrant en jeu en cours de partie face au Kasımpaşa SK en 1.Lig (D2). Il inscrit son premier but le 16 septembre 2012, contre le Göztepe SK (victoire 3-0).
Après deux saisons où il s'adapte progressivement, Kılınç s'impose définitivement à partir de la saison 2013-14. Il dispute 31 matchs pour trois buts et délivre huit passes délivrées en championnat. Le milieu confirme la saison suivante en trouvant le chemin des filets à onze reprises.

### Sivasspor
Kılınç attire alors l'attention du Sivasspor, qui le signe en cours de saison le 16 janvier 2017. Le club évolue également en 1.Lig durant la saison 2016-17, mais remonte dans l'élite turque après son sacre de champion, premier trophée en carrière de Kılınç. Kılınç se montre d'emblée décisif pour son nouveau club, en marquant cinq buts et en contribuant ainsi à la remontée de Sivasspor.
Kılınç découvre la Süper Lig le 12 août 2017, lors d'un match contre l'Akhisar Belediyespor. Le 17 septembre suivant, il marque un but face à l'Osmanlıspor, pour une victoire 2-4. 

### Galatasaray
Le 12 août 2020, Kılınç s'engage quatre ans au Galatasaray SK.
Kılınç est titulaire pour son premier match le 12 septembre 2020 contre le Gaziantep FK et inscrit un but lors de la première journée de Süper Lig (victoire 3-1).

### En équipe nationale
Kılınç représente à deux reprises l'équipe de Turquie espoirs en 2014 et 2015, contre l'Ukraine et l'Australie.
Kılınç est convoqué pour la première fois en équipe de Turquie A au mois de mars 2019. Le 7 septembre 2019, il honore sa première sélection en remplaçant Hakan Çalhanoğlu contre Andorre, lors d'un succès 1-0 rentrant dans le cadre des éliminatoires de l'Euro 2020.

## Palmarès
Sivasspor
- 1.Lig
  - Champion en 2017